# 山県ばすけっと
山県ばすけっと（やまがたばすけっと）は岐阜県山県市東深瀬にあるJAぎふの農産物直売所である。

## 概要
2021年7月にオープン。山県バスターミナルに隣接しておりアクセスは非常に良い。
山県ばすけっとの中にはレストラン「山県ごはん」もある。
農産物だけでなくお土産も販売している。

## 営業時間
- 9:00〜18:00 - 山県ばすけっと[4]
- 10:00〜16:00 - 山県ごはん[5]

## 周辺
- 岐阜乗合自動車株式会社高富営業所
- 東海環状自動車道 山県インターチェンジ
- 山県警察署
- 山県市役所
- 山県市立富岡小学校